# 川端康成青春文学賞
川端康成青春文学賞（かわばたやすなりせいしゅんぶんがくしょう）は、川端康成を記念し、青春に関係する短編小説を対象とする文学賞である。

## 内容
大阪府茨木市が創設・主催する、日本語で書かれた一次創作かつ未発表の短編小説を表彰する文学賞である。ジャンルは問わないが、「広い意味で「青春」を描いた作品」を対象とする。賞の名前に「青春」を冠しているが、応募者の年齢制限は無い。茨木市は川端康成が3～18歳までを過ごした地であり、同市は川端のノーベル文学賞授賞50周年と、市制施行70周年を記念して同賞にその名を冠した。
第1回はジャンルを不問として2018年2月から6月を募集期間とした。1,341作の応募作品から大賞に選ばれた冴知いゆの『地上〇mから』は、「中央公論」2019年2月号に全文と講評が掲載された。本作は川端康成を彷彿とさせる「鋭い観察眼」が評価されての受賞となった。主催側は初年度にこれだけ数の応募が集まるとは考えていなかった。第2回となる2020年度には94万円の予算が計上された。

## 受賞作
第2回の発表及び表彰式は2022年8月頃を予定していたが、選考作業や調整作業の進捗が遅れている。
| 回    | 年     | 応募総数 | 賞     | 受賞作                 | 著者                             | 備考                                                             |
| ----- | ------ | -------- | ------ | ---------------------- | -------------------------------- | ---------------------------------------------------------------- |
| 第1回 | 2018年 | 1341編   | 大賞   | 「地上〇mから」        | 冴知いゆ                         | 2019年1月10日（木曜日）発売の月刊「中央公論」2月号に全文を掲載。 |
| 第1回 | 2018年 | 1341編   | 優秀賞 | 「翔けろ！モンステラ」 | 小竹田夏（二人による合作）東京都 |                                                                  |
| 第1回 | 2018年 | 1341編   | 佳作   | 「直射的撮影法」       | 林宮紗映（22）大阪府             | 佳作2篇中1篇は該当なし                                           |
| 第1回 | 2018年 | 1341編   | 奨励賞 | 「梨の花」             | 漆原正雄（33）鳥取県             |                                                                  |

## 選考委員
- 津村記久子
- 羽田圭介
- 大野裕之[注 1][12]